# Илия Шотов
Илия Атанасов Шотов е български предприемач, търговец, благодетел, общественик и революционер, деец на Върховния македоно-одрински комитет.

## Биография
Роден е на 17 юли 1856 година в костурското село Загоричани, тогава в Османската империя. Негов брат е българският революционер Христо Шотов. През 1881 година се преселва във Варна. Отваря в съдружиет модерната валцова воденица „Енчев, Шотов & Сие“, чиято продукция се изнася в Османската империя. По-късно създава мелници с дизелови двигатели. Взима участие в живота на македонската емиграция в града и е председател на Варненското македоно-одринско дружество  през 1895 година. През ноември 1896 година е делегат от Варна на ІІI конгрес на Македонската организация. Изпълнява поръчки на Вътрешната македоно-одринска революционна организация. Продължава да е активен член на братството и след Първата световна война. През 1939 година дава 30 000 лв. за строежа на Македонския културен дом във Варна.
Илия Шотов и съпругата му Теодора развиват широка благотворителна дейност. Илия дарява на Варненската търговско-индустриална камара (ВТИК) сумата 20 хил. лв. за образуване на фонд на негово име при Средното търговско училище (а по-късно и при Висшето търговско училище). Парите са вложени в БЗКБ и са закупени ценни книжа. За изпълняване на целите на фонда той обещава в приход да постъпват ежегодно лихвите на сумата 140 000 лв., отпусната на варненски жители срещу ипотека на недвижими имоти. Срокът за изплащане е 31 декември 1935 г., когато тази сума става основен капитал на фонда. Заемът носи годишна лихва от 15 000 лева.
Дарява 100 000 лева през март 1938 година на Девическото стопанско училище „Трудолюбие“ при благотворителното дружество „Майка“, с цел основаване на фонд на името на Теодора, а лихвите му се използват за материално подпомагане или издръжка на една бедна, но способна ученичка, по възможност от костурското село Загоричани.
Илия Шотов умира през декември 1939 година във Варна.